# Centre geogràfic d'Europa

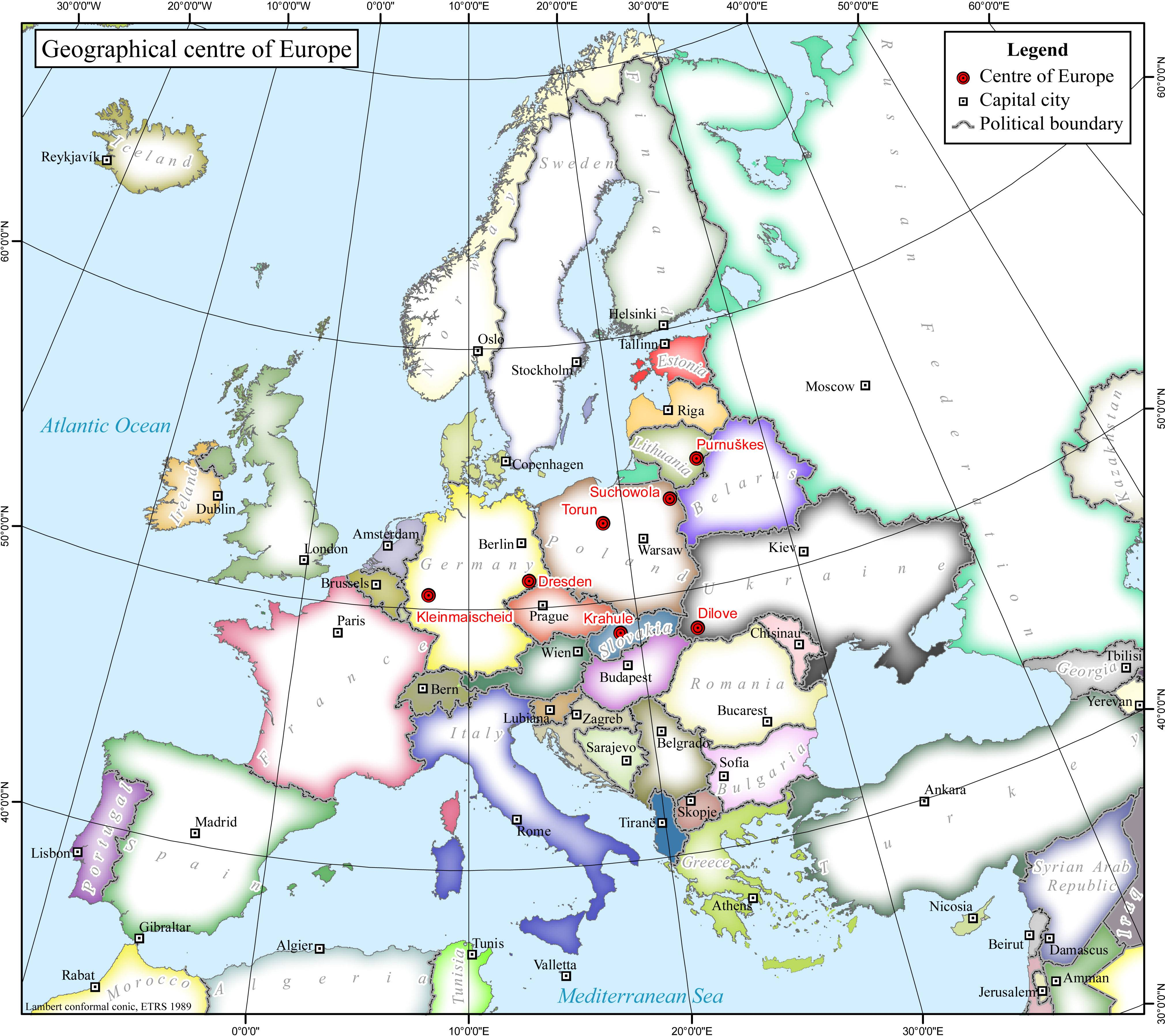
Aquest mapa mostra algunes de les ubicacions que pretenien el títol de «Centre d'Europa»

La ubicació del centre geogràfic d'Europa depèn de la definició de les fronteres d'Europa, principalment si les illes remotes han d'incloure's per definir els punts extrems d'Europa, i sobre el mètode per calcular el resultat final. Així, diversos llocs pretenen ser aquest centre hipotètic.

## Algunes ubicacions
Les ubicacions que disputen la distinció de ser el centre d'Europa inclouen: 
- Bernotai, o Purnuškės a prop de Vílnius (Lituània);[1]
- un punt en l'illa de Saaremaa (Estònia);[2]
- el poble de Krahule, a prop de Kremnica (Eslovàquia);[3]
- la petita ciutat de Rajiv, o el poble de Dilove a prop de Rajiv (Ucraïna);[4]
- Suchowola, al nord de Białystok, al nord-est de Polònia; i Toruń a la part septentrional de Polònia central;[5]
- un punt a la vora de Polotsk (Belarús).[6]

El Llibre Guinness dels Rècords reconeix a Bernotai, una ubicació 26 km al nord de Vílnius, Lituània, com el punt medi geogràfic «oficial» d'Europa. Però això no impedeix la viabilitat d'altres centres, depenent sobre la metodologia usada en la seva determinació.

## Mesuraments històrics

### Àustria-Hongria

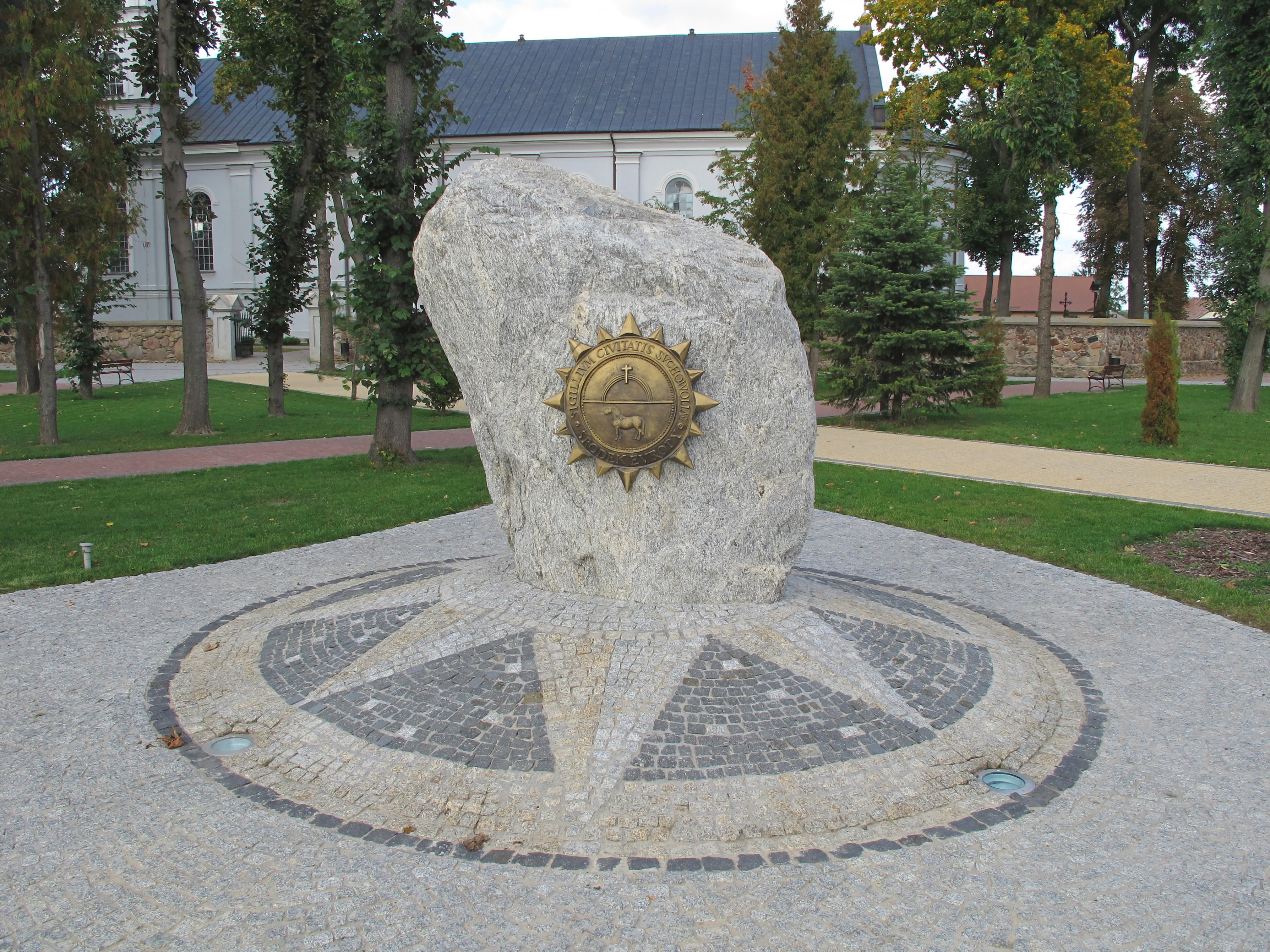
Monument a Suchowola

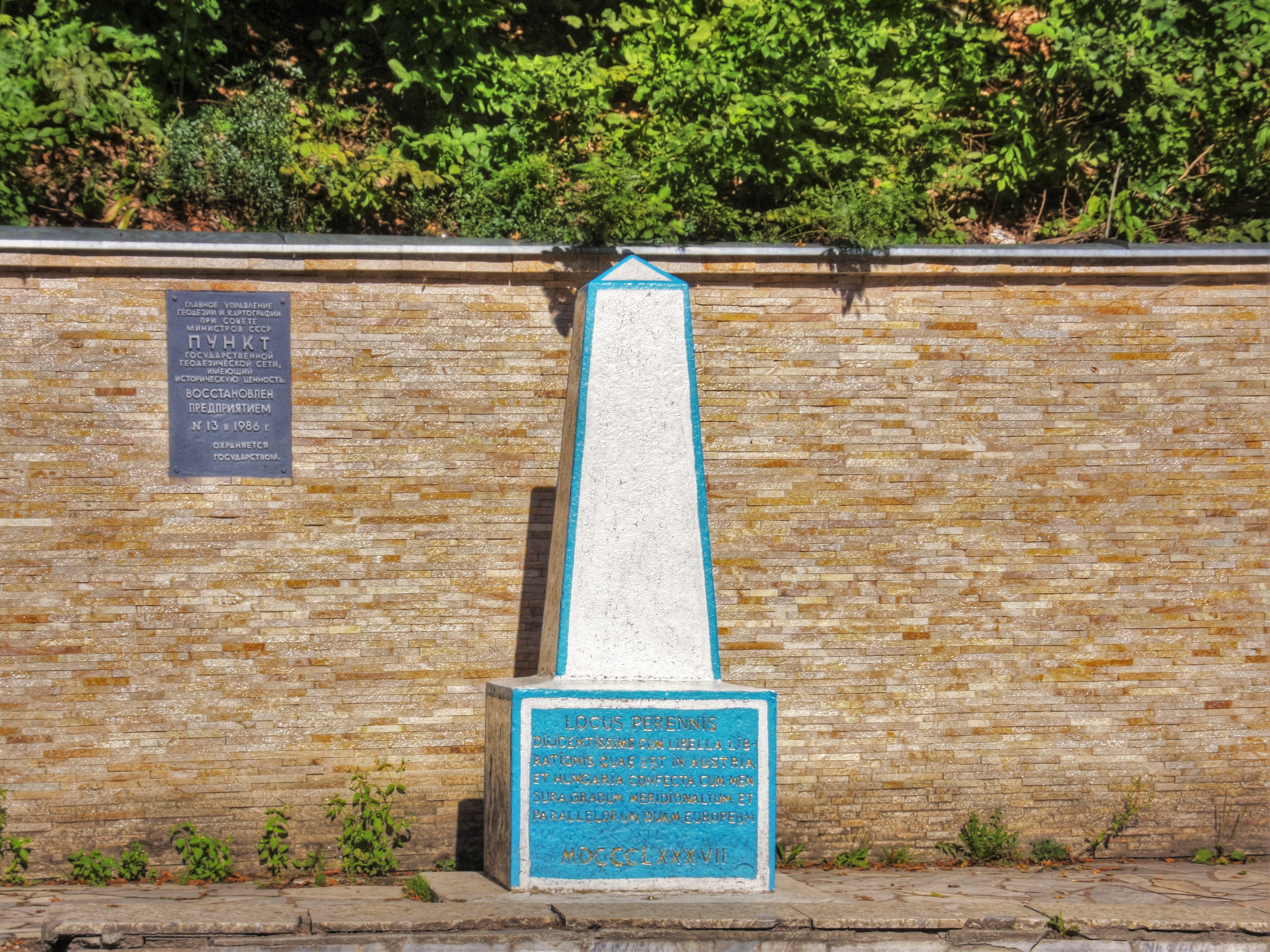
Marcador austrohongarès a Ucraïna

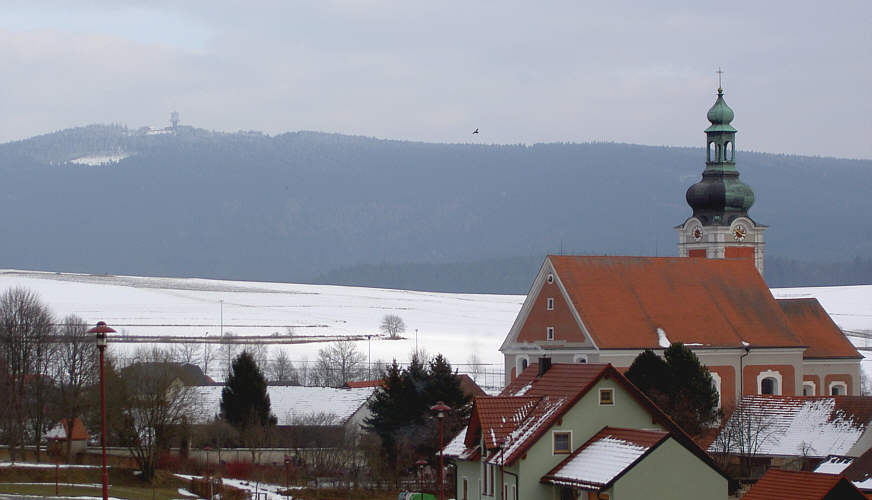
Mont Tillenberg/Dyleň (en el fons, tal com es veu des de Neualbenreuth, Baviera)

- Va ser a Polònia on es va realitzar la primera declaració oficial del Centre d'Europa es va fer el 1775 per l'astrònom polonès reial i cartògraf Szymon Antoni Sobiekrajski, qui va calcular que era a la ciutat Suchowola a la vora de Bialystok, ara com ara el nord-est de Polònia. El mètode utilitzat va ser el de calcular la mateixa distància dels extrems d'Europa: Portugal (W) vs Ural central (E), Noruega (N) vs Grècia meridional (S) –les illes no van ser preses en consideració–. Hi ha un monument que commemora aquest fet a Suchowola.
- Actual Ucraïna: L'any 1887, els geògrafs de l'Imperi Austrohongarès van establir un marcador històric i una gran pedra en el territori que avui és una part d'Ucraïna, creient-se que marcava el centre geogràfic d'Europa. La interpretació de la inscripció llatina gastada en el monument és objecte de debat, amb alguns assenyalant que el marcador és merament un d'un nombre de punts de triangulació fixats amb propòsits de recerca prop del territori de l'antic Imperi. Els límits externs d'Europa tinguts en compte durant els càlculs es desconeixen. Segons la descripció, la metodologia usada per al càlcul és el del punt mitjà geomètric de la latitud i la longitud extremes d'Europa, de manera que la pedra estava ubicada en 48° 30′ N, 23° 23′ E / 48.500°N,23.383°E. Tanmateix, la veritable ubicació del monument sembla més aviat 47° 57′ 46.47″ N, 24° 11′ 14.4″ E / 47.9629083°N,24.187333°E i no les coordenades a les quals es refereixen. El poble de Dilove situat al riu Tisza, a prop de la frontera romanesa, en el comtat de Rajiv i regió de Transcarpàcia.
- Actual República Txeca/Baviera: Geògrafs austríacs també van marcar els 939 metres d'alt Tillenberg (Dyleň) a prop de la ciutat bohèmia d'Eger/Cheb amb una placa de coure com el centre d'Europa. Atès que la frontera entre Alemanya i Baviera corre 100 metres a l'oest de la cimera, el poble alemany de Neualbenreuth usa això amb propòsits promocionals. Periodistes de la Bayerischer Rundfunk van demanar a l'Institut für Geographie de la Universitat de Múnic per verificar la pretensió. L'institut va concloure que el centre en queda més al sud, a Hildweinsreuth a prop de Flossenbürg.

### Mesuraments alemanys
Geògrafs de l'Imperi alemany van fer la seva pròpia anàlisi geogràfica a començaments del segle xx i van concloure que els mesuraments austríacs van ser incorrectes. Els científics alemanys van afirmar que el veritable centre geogràfic d'Europa era a la capital de Saxònia, Dresden, a prop de l'església «Frauenkirche».

### Mesuraments soviètics
Els mesuraments fets després de la Segona Guerra Mundial per científics soviètics novament van proclamar que Rajiv i Dilove (en rus: Rajov i Dyelovoye) eren el centre geogràfic d'Europa. L'antic marcador en la petita ciutat va ser renovellat, i es va emprendre una gran campanya per convèncer a tothom de la seva validesa.

### Eslovàquia
Un altre possible centre d'Europa és Krahule, ciutat d'Eslovàquia, a prop de la ciutat minera de Kremnica,un famós centre d'esports d'hivern. N'hi ha avui una pedra commemorant el punt en 48° 45′ N, 18° 55′ E / 48.750°N,18.917°E així com un hotel i un centre recreatiu anomenat «Centre d'Europa».

## Mesuraments actuals

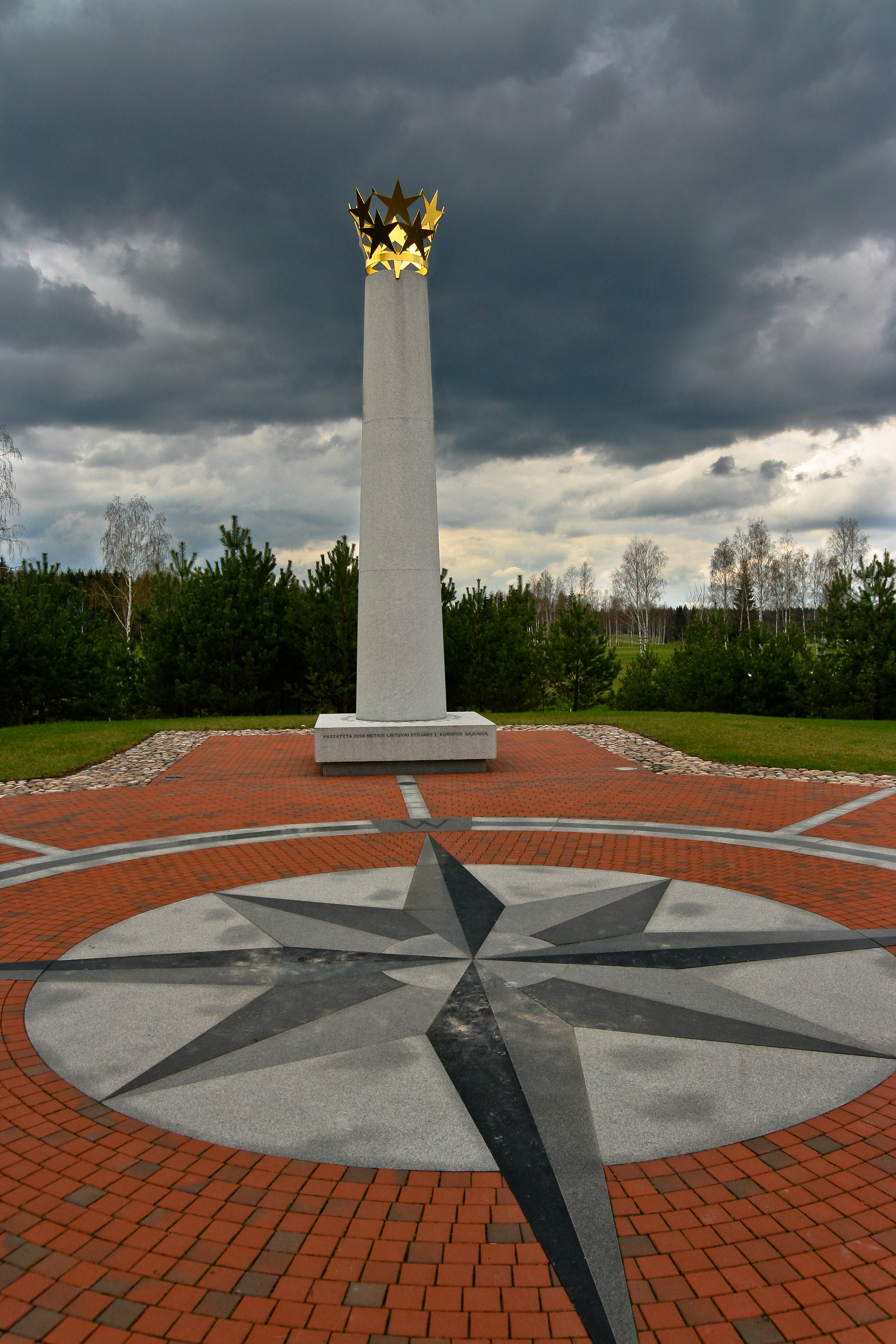
Monument a Bernotai, Lituània.

### Lituània
Després d'una re-avaluació dels límits del continent d'Europa el 1989, Jean-George Affholder, un científic de l'Institut Nacional de Geografia Francès (IGN) va determinar que el centre geogràfic d'Europa es troba a 54° 54′ N, 25° 19′ E / 54.900°N,25.317°E. El mètode usat per calcular aquest punt va ser el del centre de gravetat de la figura geomètrica d'Europa. Aquest punt es troba a Lituània, específicament 26 quilòmetres al nord de la seva capital, Vílnius, a prop del poble de Purnuškės. Un monument, realitzat per l'escultor Gediminas Jokūbonis i consistint d'una columna de granit blanc coronada per una corona d'estrelles, va ser erigida en la ubicació el 2004. Una zona de boscos i camps envoltant el centre geogràfic i incloent el llac Girija, el pujol Bernotai i un antic lloc d'enterraments, va ser col·locat a part com una reserva el 1992. El departament de turisme estatal en el Ministeri d'Economia de Lituània ha classificat el monument al Centre Geogràfic i la seva reserva com una atracció turística. Aquesta ubicació és l'única inclosa al Llibre Guinness dels Rècords com el centre geogràfic d'Europa. A 17 km queda Europos Parkas, Museu a l'aire lliure del Centre d'Europa, un parc d'escultures que conté l'escultura més gran del món feta d'aparells de televisió, avui parcialment derruïda.

### Belarús
Recentment s'ha fet una nova pretensió que Vítsiebsk 55° 11′ 0″ N, 30° 10′ 0″ E / 55.18333°N,30.16667°E al nord-est de Belarús, o alternativament Babruysk 53° 34′ 01″ N, 29° 23′ 52″ E / 53.56694°N,29.39778°E a la part occidental de la província de Mahilyow de Belarús oriental, és el centre d'Europa. L'any 2000 els científics belarussos Alexey Solomonov i Valery Anoshko va publicar un reportatge que afirmava que el centre geogràfic d'Europa es trobava a prop del llac Sho (55° 10′ 55″ N, 28° 15′ 30″ E / 55.18194°N,28.25833°E; (en belarús: Шо) a la Província de Vítsiebsk.
Científics de l'Institut de Recerca central rus de Geodèsia, Investigació aèria i cartografia (en rus: ЦНИИГАиК) va confirmar els càlculs dels geodèsics belarussos que el centre geogràfic d'Europa es troba en Polotsk 55° 30′ 0″ N, 28° 48′ 0″ E / 55.50000°N,28.80000°E. Un petit monument dedicat al «Centre Geogràfic d'Europa» es va establir a Polotsk el 31 de maig de 2008.

### Àustria
La ciutat austríaca de Frauenkirchen, a prop de la frontera amb Hongria, ostenta una patent (Österreichisches Patentamt, Aktenzeichen AM 7738/2003) per ésser el centre geofísic d'Europa (no de la Unió Europea). El nombre de centres pretesos, així com la patent austríaca, va ser tema d'un discurs al desembre de 2007 del Ministre-President de Baviera, Günther Beckstein.

## Centre geogràfic de la Unió Europea

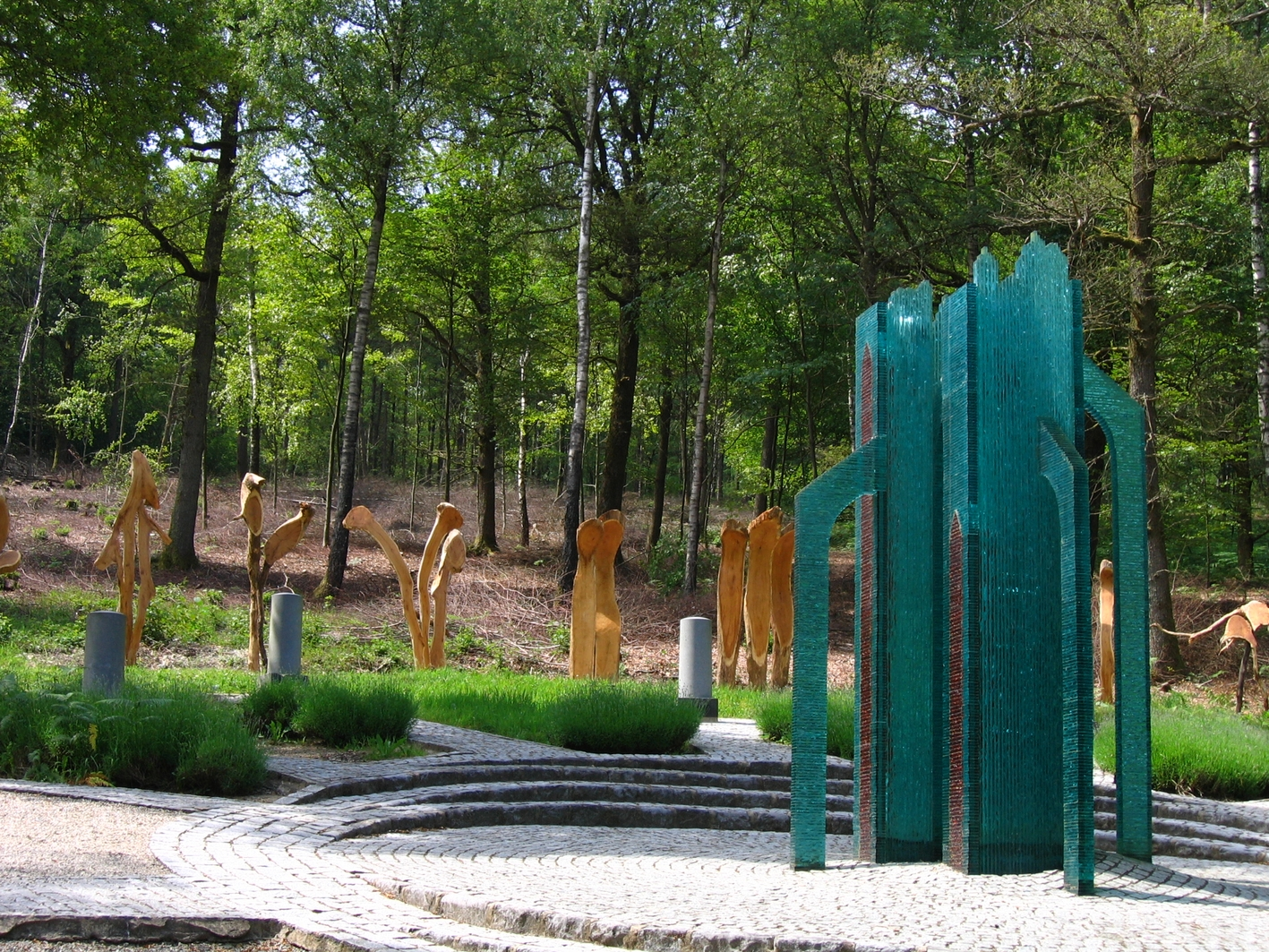
Memorial en Viroinval (la Unió Europea de 15 membres).

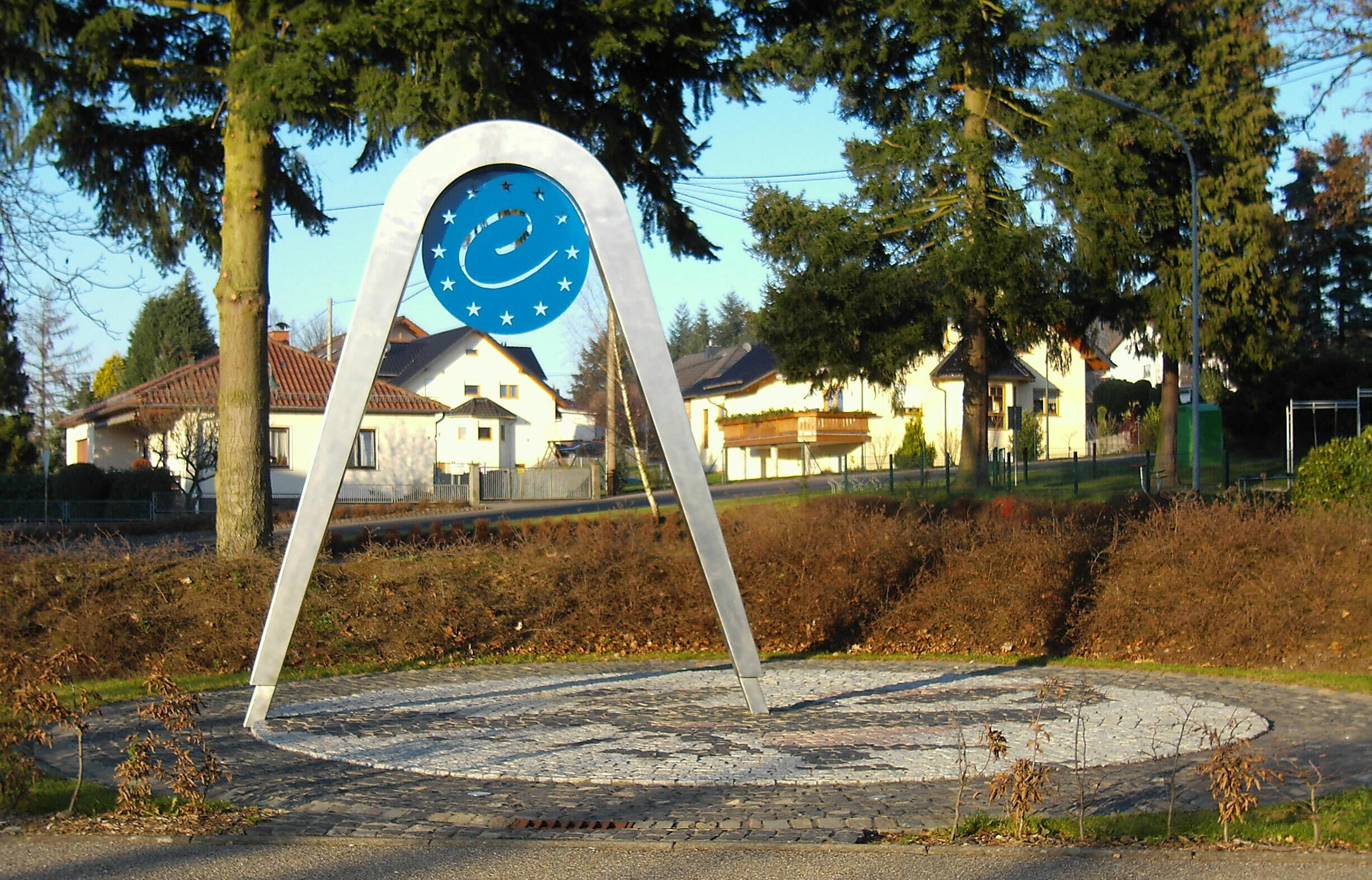
Memorial en Kleinmaischeid (la Unió Europea de 25 membres).

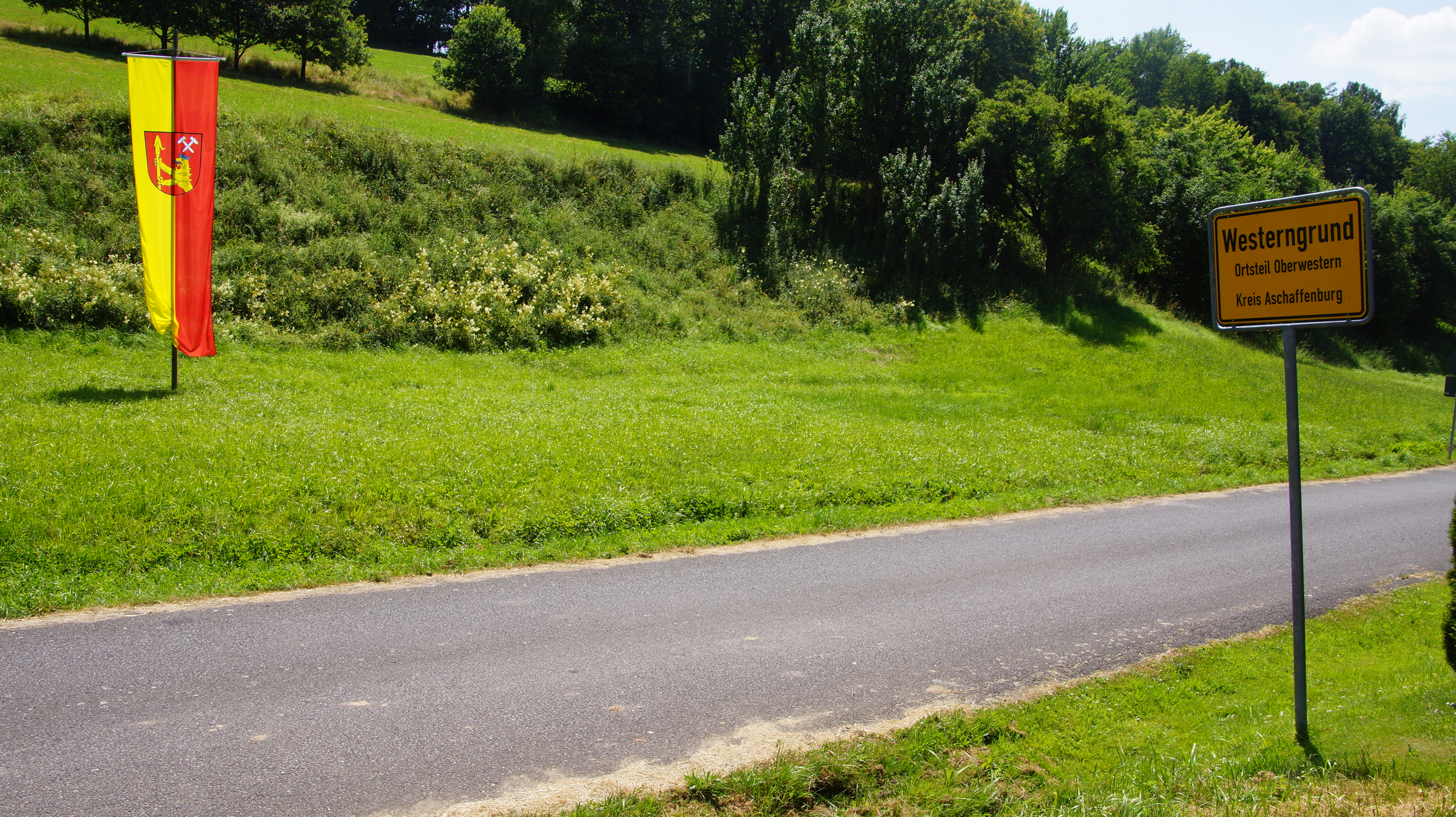
Asta de bandera en Westerngrund (la Unió Europea de 28 membres).

Altres localitzacions han pretès el títol de «centre geogràfic d'Europa» basant-se en càlculs que tenen en compte només el territori d'aquells estats que són membres de la Unió Europea –o anteriorment - Comunitat Europea–.

### Càlculs de l'Institut Nacional de Geografia Francès
Com la Unió Europea ha crescut al llarg de cinquanta anys, el centre geogràfic es va moure amb cada expansió. Els càlculs d'un centre geogràfic es van fer per l'Institut Nacional de Geografia Francès (IGN) de França des d'almenys l'any 1987.
- 12 membres: El 1987 el centre de la Comunitat Europea de 12 membres va ser senyalada al mig de França, al poble de Saint-André-le-Coq, departament de Puy-de-Dôme, regió d'Alvèrnia, i es va canviar, després de la reunificació d'Alemanya el 1990 uns 25 km al nord-est, al lloc anomenat Noireterre al poble de Saint-Clément, departament d'Allier, la mateixa regió d'Alvèrnia. Un petit monument commemorant l'últim descobriment encara es conserva a Saint Clément.
- 15 membres: Fent servir les mateixes tècniques, l'IGN va identificar el centre geogràfic de la Unió Europea de 15 membres (1995-2004) a Viroinval, Bèlgica, 50° 00′ 33″ N, 4° 39′ 59″ E / 50.00917°N,4.66639°E i un monument recorda aquest fet.
- 25 membres: La Unió de 25 membres (2004-2007), té un centre calculat per l'IGN com situat al poble de Kleinmaischeid,50° 31′ 31″ N, 7° 35′ 50″ E / 50.52528°N,7.59722°E Renània-Palatinat, Alemanya.
- 27 membres: L'1 de gener de 2007, amb la inclusió de Romania i Bulgària a la Unió Europea, el centre geogràfic de la Unió Europea va canviar, a un camp de blat als afores de la ciutat alemanya de Gelnhausen, en Hesse, 115 km a l'est del marcador precedent, a 50° 10′ 21″ N, 9° 9′ 0″ E / 50.17250°N,9.15000°E.[13]
- 28 membres: L'1 de juliol de 2013, amb la inclusió de Croàcia a la Unió Europea, el centre geogràfic de la Unió Europea va canviar, a un camp de blat als afores de la ciutat alemanya de Westerngrund, en Baviera, a 50° 7′ 2.23″ N, 9° 14′ 51.97″ E / 50.1172861°N,9.2477694°E

### Altres càlculs
El punt geogràfic de la Unió Europea no queda tampoc lliure de disputes. Si alguns punts extrems diferents de la Unió Europea, com algunes illes de l'oceà Atlàntic, es prenen en consideració aquest punt es calcula en diferents ubicacions. La major part d'elles es troben en Alemanya.

### Eurozona
El centre de la zona euro es troba a França a la vora del poble de Liernais.